# Honig im Kopf
Pour plus de détails, voir Fiche technique et Distribution.
Honig im Kopf est un film allemand réalisé par Til Schweiger, sorti en 2014. Schweiger a écrit le scénario en coopération avec Hilly Martinek, réalisé le film et joue un des personnages principaux. La film a eu sa première mondiale le 15 décembre 2014. À partir du 25 décembre 2014, le film était projeté dans les cinémas allemands.

## Synopsis
L'ancien vétérinaire Amandus Rosenbach est de plus en plus touché par la maladie d'Alzheimer. Lorsqu'il prononce un discours assez confus à l'enterrement de sa femme Margarete, le public fait un premier constat de son état de santé.
Son fils Niko insiste pour qu'Amandus emménage dans sa maison près de Hambourg. Le couple formé par Niko et sa femme Sarah va mal depuis que celui-ci a découvert qu'elle avait eu une relation avec son chef Serge. Rapidement, l'état mental d'Amandus conduit à plusieurs situations critiques. Entre autres, il provoque un incendie dans la cuisine en essayant de faire un gâteau, incendie que Sarah parvient à circonscrire au dernier moment.
Alors que la dégénérescence mentale et motrice d'Amandus progresse et après que la fête d'été de Sarah s'est terminée en fiasco, Niko ne voit plus d'autre alternative que de placer son père dans un établissement pour personnes dépendantes. Mais sa fille Tilda, 11 ans, ne voit pas les choses de cette façon. Elle organise une fugue avec son grand-père à Venise, où lui et sa femme avaient passé à l'epoque leur voyage de noces. Tilda avait en effet appris par son pédiatre que revoir des lieux connus il y a longtemps pouvait aider les personnes atteintes de la maladie d'Alzheimer.
Le périple, commencé en voiture, est stoppé après seulement quelques kilomètres par un accident heureusement sans blessé grave, lorsque Amandus ignore un feu rouge dans Hambourg. Ils prennent des billets de train vers Venise (Amandus se souvient juste au bon moment que le code de sa carte de crédit est l'année de la bataille de Verdun, 1916...). À Bolzano, Amandus quitte malencontreusement le train en cherchant les toilettes. Sa petite-fille tire le signal d'alarme et ils se cachent dans les toilettes de la gare jusqu'à ce que les policiers italiens se soient éloignés. 
La nuit, ils sont découverts par le nettoyeur Erdal, qui leur organise des passeurs vers Venise. Lorsque leur bétaillère de moutons est arrêtée par un barrage de police, Amandus et Tilda ont juste le temps de s'enfuir. Ils trouvent refuge dans un couvent. L'abbesse est tellement touchée par les deux complices et leur histoire qu'elle les emmène jusqu'à Venise. Là-bas, Niko et Sarah sont entre-temps arrivés en avion et descendent par hasard dans le même hôtel qu'Amandus et Tilda, mais aucun d'eux ne le sait.
La nuit suivante, Amandus, confus au point de parler à un perroquet en pensant s'adresser à un cheval, quitte l'hôtel sans que Tilda ne le remarque. Elle le retrouve au matin sur le banc même où il était assis avec sa femme Margarete de nombreuses années auparavant. Sa maladie est maintenant tellement avancée qu'il ne reconnaît plus Tilda, sa petite-fille et "petite princesse". C'est alors que Niko et Sarah les retrouvent. Ils rentrent tous à Hambourg.
Sarah décide de démissionner de son boulot pour avoir plus de temps à consacrer à son beau-père. Le couple de Niko et Sarah est ressoudé et neuf mois après la nuit mémorable à Venise, ils sont à nouveau parents, d'un garçon qu'ils prénomment... Amandus. Le grand-père peut encore passer quelques semaines heureuses en famille, avant de décéder d'un arrêt cardiaque en présence de Tilda. En marge de l'enterrement, Tilda est couchée dans l'herbe et regarde le ciel, d'où Amandus la protège maintenant, comme il le lui avait promis.

## Fiche technique
Source principale : Movies.ch
- Titre original : Honig im Kopf
- Réalisation : Til Schweiger
- Scénario : Hilly Martinek, Til Schweiger
- Direction artistique : Isabel von Forster
- Décors :
- Costumes : Metin Misdik
- Photographie : Martin Schlecht
- Son : Stefan Busch
- Montage : Constantin von Seld
- Musique : Dirk Reichardt, Martin Todsharow
- Production : Til Schweiger
- Sociétés de production : Barefoot Films, Warner Bros. Entertainment Germany[1]
- Société(s) de distribution :  Warner Bros Entertainment Germany[1]
- Budget : n/a
- Pays de production :  Allemagne
- Langue originale : allemand, italien[2]
- Genre : comédie dramatique[2]
- Format : couleur — 2,35:1[2]
- Durée : 139 minutes[1]
- Date de sortie :
  - Allemagne : 25 décembre 2014[1]

## Distribution
Source principale : Cineuropa.org
- Dieter Hallervorden : Amandus Rosenbach
- Emma Schweiger : Tilda Rosenbach, petite-fille d'Amandus
- Til Schweiger : Niko Rosenbach, fils d'Amandus
- Jeanette Hain : Sarah Rosenbach
- Katharina Thalbach : Vivian Saalfeld
- Tilo Prückner : Dr. Ehlers
- Mehmet Kurtuluş : Dr. Holst
- Violetta Schurawlow : Nonne
- Pasquale Aleardi : Officier de police
- Jan Josef Liefers : Serge
- Fahri Yardım : Erdal
- Claudia Michelsen : Serveuse
- Lilly Liefers : Smylla
- Anneke Kim Sarnau : Directrice de l'établissement pour personnes dépendantes
- Samuel Koch : Vendeur de tickets
- Dar Salim : Propriétaire de restaurant
- Helmut Zierl : Client du restaurant
- Dorothea Walda : Hildegard
- Arnel Taci : Emre
- Tim Wilde : Contrôleur de transports publics
- Luca Zamperoni : Conducteur du bateau
- Samuel Finzi : Serveur
- Clelia Sarto : Assistante médicale
- Zarah McKenzie : Assistante médicale
- Thomas Fehlen : Conducteur du train
- Udo Lindenberg : Udo Lindenberg

## Réception

### Recette
Le film attire 7 246 038 spectateurs en Allemagne dans 611 salles, ce qui le classe premier en Allemagne en 2015 et à la 6e place des films allemands sortis depuis 1968 en République fédérale. Le film rapporte plus de 78 millions de dollars dans le monde.

### Critiques
L'organisme d'évaluation de films Deutsche Film- und Medienbewertung lui attribue le prédicat « Précieux" et juge le film comme « cinéma familial charmant avec beaucoup de sentiments, une actrice principale ravissante et beaucoup de moments touchants ». 
Le site internet cinématographique allemand Kino.de qualifie le film de « comédie aussi vive que touchante avec une pointe sérieuse » qui reprend des éléments d'autres films de Til Schweiger. Le film est marqué par un « caractère direct cru » et dispose d'une « vitesse élevée ». Il est « impossible de ne pas être touché par cette promenade à cheval de deux heures qui ne cherche qu'à réunir les gens ».  
Volker Bleeck, critique travaillant pour le magazine allemand TV Spielfilm, juge le film « touchant ». Malgré le fait que le l'histoire soit un peu « surconstruit », le film « touche, divertit et transporte le sujet difficile de la démence de manière impressionnante aux pieds légers ». Ceci est dû à l'actrice principale Emma Schweiger, mais surtout aussi à Dieter Hallervorden qui expose une performance qui « dépasse même sa performance primée dans le [...] drame Sein letztes Rennen ».

## Remake américain
Til Schweiger réalise lui-même le remake américain du film. Du miel plein la tête (Head Full of Honey) sort en 2018.